# Ceriopirocloro-(Ce)
Il ceriopirocloro-(Ce) è un minerale non riconosciuto dall'IMA nel 2010.